# Simmisweiler (Aalen)
Simmisweiler ist ein Teilort von Waldhausen, einem Stadtbezirk von Aalen.

## Lage und Verkehrsanbindung
Der Weiler Simmisweiler liegt fast sechs Kilometer östlich der Stadtmitte von Aalen auf der Hochfläche Härtsfeld der östlichen Schwäbischen Alb. Der Nachbarweiler Bernlohe ist auf dieser etwa einen Kilometer nordnordöstlich entfernt, das Dorf Waldhausen etwa drei Kilometer südöstlich, der Weiler Brastelburg etwas über einen Kilometer südlich. Die K 3289 verbindet den Ort mit Bernlohe, die K 3290 mit Waldhausen.
Etwa anderthalb Kilometer im Westen befindet sich im bald einsetzenden Wald entlang des Albtraufs der 716 m ü. NHN hohe Baierstein, hinter dem das Gelände steil zum Weiler Himmlingen im zentralen Aalener Stadtteil abfällt, etwa zwei Kilometer im Westnordwesten erreicht der Westsporn Grünenberg des Härtsfeldes mit 732 m ü. NHN seine größte Höhe.

## Geschichte
Simmisweiler wurde das erste Mal im 12. Jahrhundert als Sigemaneswilare erwähnt, es gehörte dem Kloster Ellwangen. 1475 ist der Ort dann als Sigmarswiler beurkundet. Der Name des Ortes leitet sich vom Personennamen Sigimar ab.
1872 hatte Simmisweiler 126 Einwohner.